# غاري تايلور (لاعب كرة قاعدة)
غاري تايلور (بالإنجليزية: Gary Taylor)‏ هو لاعب كرة قاعدة أمريكي، ولد في 19 أكتوبر 1945 في ديترويت في الولايات المتحدة.

## وصلات خارجية
- غاري تايلور على موقعبيزبول رفرنس.كوم (الدوري الرئيسي) (الإنجليزية)